# Блэйз (фильм)
«Блэйз» (англ. Blaze) — американская биографическая драма 2018 года режиссёра Итана Хоука, основанная на жизни кантри-музыканта Блэйза Фоули. В главную роль исполнил музыкант Бен Дики. Премьера фильма состоялась на кинофестивале Sundance Film Festival в 2018 году.

## Сюжет
В фильме показаны сцены из жизни и карьеры Блэйза Фоули (1949—1989), поэта-песенника, певца кантри, чьи тексты вошли в репертуар многих известных кантри-музыкантов.

## В ролях
- Бен Дики — Блейз Фоули
- Алия Шокат — Сибил Розен
- Чарли Секстон — Таунс Ван Зандт
- Джош Хэмилтон — Зи
- Крис Кристофферсон — Эдвин Фуллер
- Сэм Рокуэлл — нефтяник № 1
- Стив Зан — нефтяник № 2
- Ричард Линклейтер — нефтяник № 3
- Сибил Розен — миссис Розен
- Итан Хоук — радио-диджей

## Производство
Основные съёмки прошли в Village Studios в Ист-Фелициане, штат Луизиана, и поблизости, а в начале 2017 года — в Миссисипи.

## Прием критиков
На сайте-агрегаторе обзоров Rotten Tomatoes фильм имеет рейтинг 95 % на основе 91 обзора средним рейтингом 7,8 из 10. На Metacritic фильм имеет средневзвешенную оценку 75 из 100, основанную на 29 критиках, что указывает на «в целом положительные отзывы».